# Тирезий
Тирезий в древногръцката митология е син на овчар и нимфата Харикло, сляп тивански прорицател.

## Легенда
Според една от версиите, изложена в химна на Калимах, докато бил юноша Тирезий видял гола богинята Атина докато се къпела и затова бил ослепен от нея, но след това по молба на майката си Харикло, Атина го възмездила като му дала дарбата да пророкува.
Тирезий бил жрец на Зевс. Според една версия като бил млад Тирезий, виждайки две сношаващи се змии, ги ударил и за това бил превърнат в жена. Като жена, той станал жрица на Хера, оженил се и има деца, вкл. Манто, която също станала пророчица. Според някои версии на тази история, като жена Тирезий бил проститука с голяма слава. Превърнал се пак в мъж, едва след седем години, когато виждайки отново змии в същото състояние ги ударил пак. Затова когато между Зевс и Хера възникнал спор коя от двете страни получава по-голяма наслада при сексуално общуване, те попитали Тирезий, тъй като знаел как се чувстват и двата пола. Тирезий отговорил, че това, което изпитват жените в девет пъти по-силно от това, което изпитвал мъжете и за тези си думи бил ослепен от разгневената Хера, а Зевс му дал дарбата да пророкува и да има живот, седем пъти по-дълъг от обичайния.
Тирезий не загубил пророческите си способности дори и след смъртта, която го настигнала докато бягал от Тива при похода на епигоните. Одисей се спуска в подземното царство, за да чуе от него предсказание за бъдещето си.